# Дуга (село)
Дуга́ — село в Україні, у Барашівській сільській територіальній громаді Звягельського району Житомирської області. Чисельність населення становить 80 осіб (2001).

## Історія
12 червня 2020 року, відповідно до розпорядження Кабінету Міністрів України № 711-р «Про визначення адміністративних центрів та затвердження територій територіальних громад Житомирської області», територію та населені пункти Зеленицької сільської ради включено до складу Барашівської сільської територіальної громади Новоград-Волинського (згодом — Звягельський) району Житомирської області.